# Paul Nagel
Paul Nagel (* 28. März 1925 in Köln; † 24. März 2016 ebenda) war ein deutscher Metallbildhauer, Maler und Kunstschmied.

## Ausbildung
Paul Nagel absolvierte 1939 eine Ausbildung als Kunstschmied. Ab 1941 besuchte er Abendkurse an der Maschinenbauschule und nebenbei die Kunstschule des deutschen Handwerks.
1943 wurde er zum Wehrdienst eingezogen und geriet bei Kriegsende verwundet in englische Gefangenschaft.
Ab 1946 begann er bei dem Metallbildhauer und Hochschullehrer Josef Jaekel ein Studium an den Kölner Werkschulen. Weiterhin studierte er ab 1950 bei dem Glasmaler und Kunstprofessor Wilhelm Teuwen.
1951 absolvierte er seine Meisterprüfung als Kunstschmied mit Auszeichnung und begann anschließend ab 1952 seine berufliche Tätigkeit als freischaffender Künstler.

## Kunstausrichtung
Paul Nagel war ein gläubiger Christ und betrachtete seine Arbeiten und Werke als dienende Aufgabe. Sein künstlerisches Schaffen deckte überwiegend alle Arbeiten ab, die den kirchlichen Bereich, insbesondere den Innenraum einer Kirche betreffen. Darunter fallen Skulpturen aus Stein, Bronze oder Holz sowie Tafelbilder und große Wand- und Deckengemälde. Weiterhin plante er die ganze Innenarchitektur von Kirchen, einschließlich Fußbodenbelägen in Marmor oder Travertin, mit aufwendig gestalteten Reliefs. Er wählte geeignete Beleuchtungsmittel und Bänke, ferner entwarf er gesamte Altarbereiche.

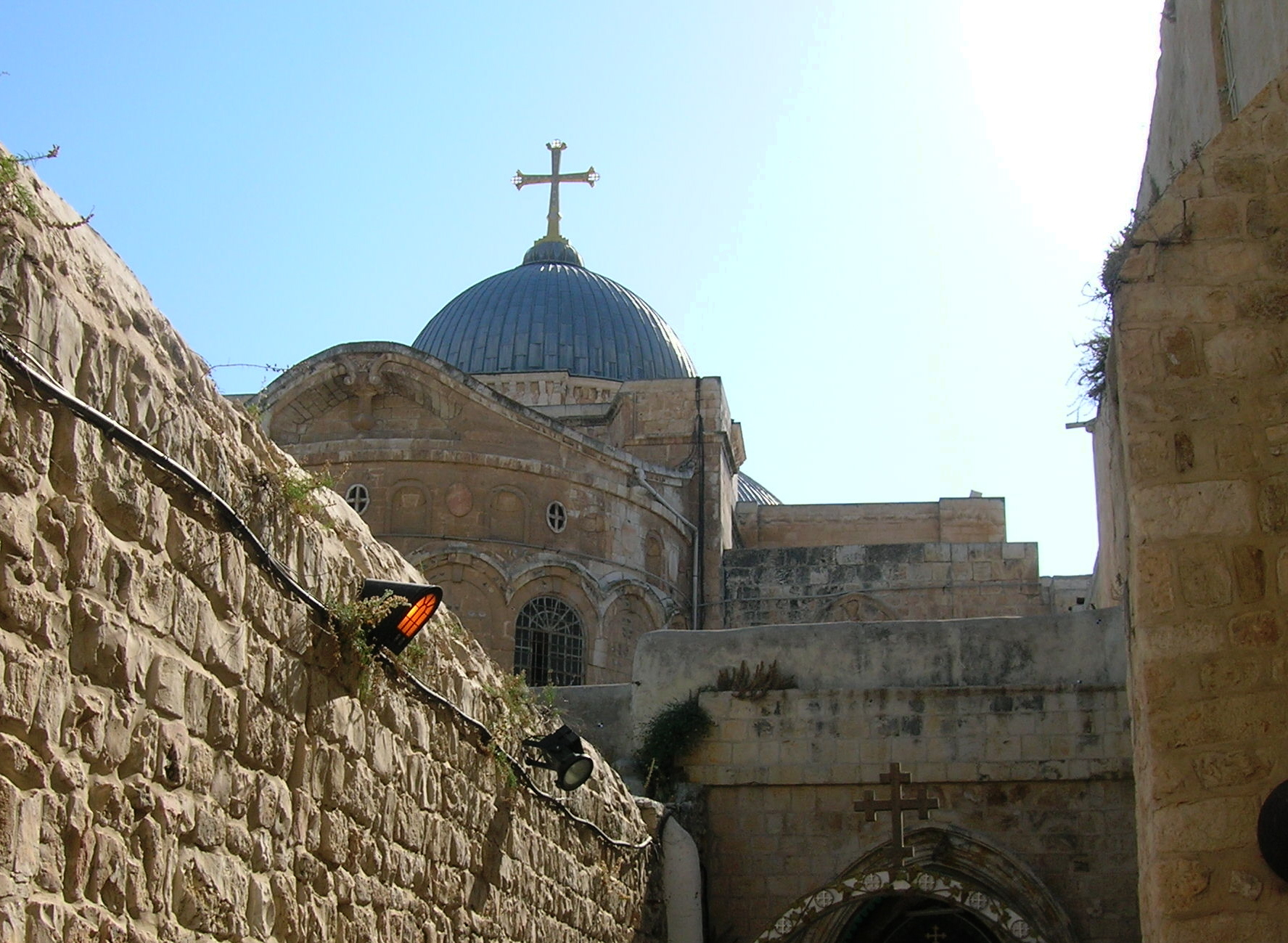
Kuppel mit Golgotha-Kreuz

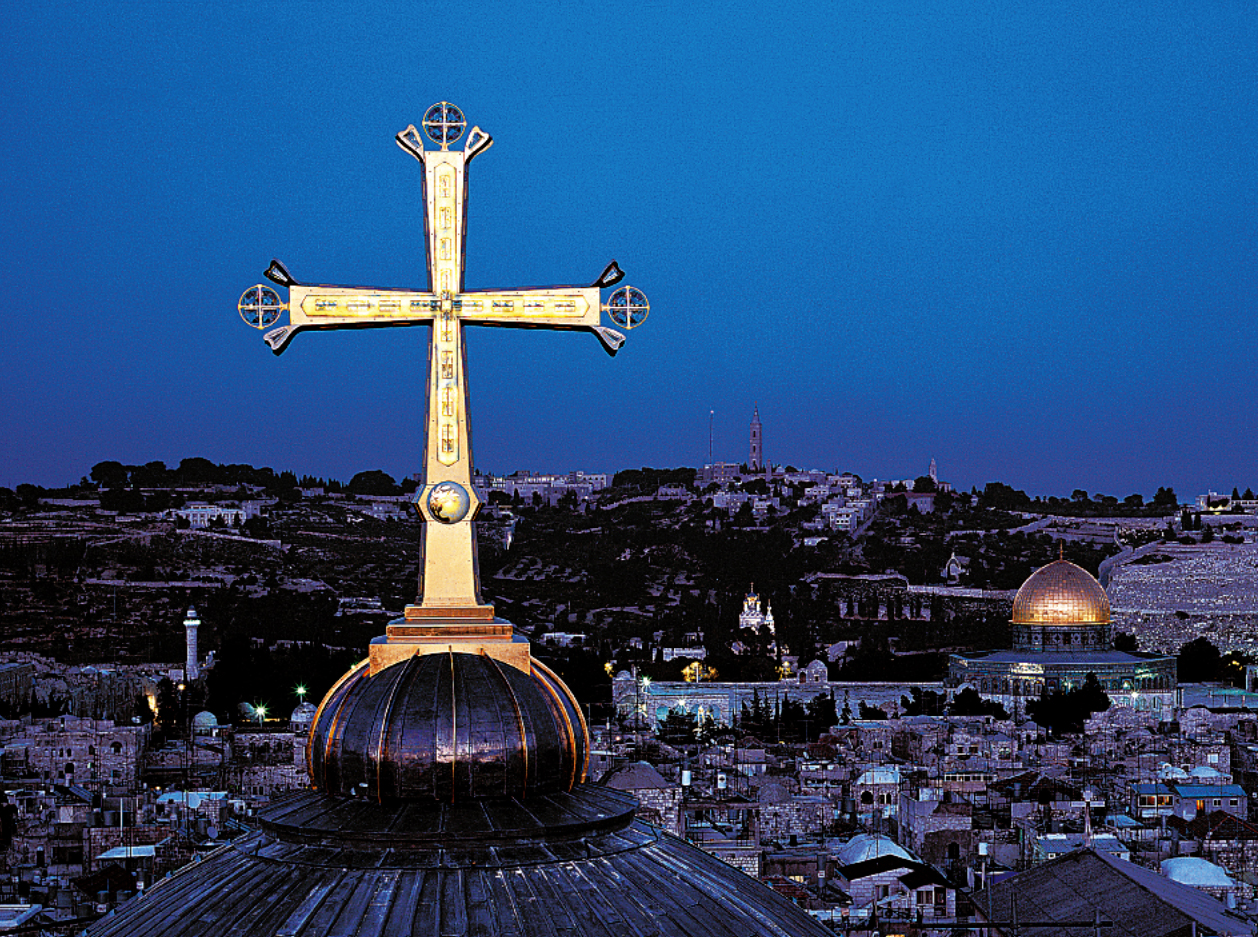
Golgothakreuz-Grabeskirche

Seine Schmiedekunst erblickt man auf den Oberflächen von Kirchentüren und Baldachinen, die mit verzierten Säulen und hochragenden Türmen ausgekleidet sind.
Sein größtes Schmiedewerk findet sich seit 1996 vor der südlichen Querfassade des Kölner Dom, ein fast sechzig Meter langer und bis zu 3,80 Meter hoher Eisengitterzaun, der die Skulpturen und Bronzetüren vor Vandalismus schützen soll, ohne sie zu verdecken.
Die Innenausstattung und Dekoration der Karmelitenkirche in Würzburg gestaltete er komplett, angefangen von dem großen Wandgemälde an der Rückwand des Altarraumes, dem Altar mit seinem mächtigen überwölbten Baldachin, über die Seitenkapellen, bis hin zur Gestaltung des Orgelprospektes.
Ein weiteres Beispiel für die künstlerische Gestaltung eines Kirchenraumes im Sinne eines Gesamtkunstwerkes ist die Pfarrkirche St. Martin in Bad Bergzabern. In den Jahren 1993 bis 1998 gestaltete Paul Nagel den gesamten Innenraum sowie die liturgische Ausstattung dieser Taufkirche der Heiligen Edith Stein neu.
Seine künstlerischen Kirchenarbeiten findet man weltweit. Auf der Kuppel der Grabeskirche in Jerusalem ist beispielsweise ein von ihm entworfenes, 4,50 Meter hohes Golgota-Kreuz zu sehen.
Im Jahr 2006 wurde in der letzten freien Außennische des Petersdoms in Rom eine von Paul Nagel geschaffene Skulptur von Edith Stein als Patronin Europas aufgestellt. Die Skulptur ist sechs Meter hoch und in einem Stück aus weißem Carrara-Marmor geschlagen. Auf dem Sockel der Statue ist zu lesen: Teresia Benedicta a Cruce (Die vom Kreuz Gesegnete).
Die Skulptur war ein Geschenk von Joachim Kardinal Meisner an Papst Benedikt XVI.

## Privates
Paul Nagel war verheiratet und hatte vier Kinder. Er starb am Gründonnerstag 2016 am Kölner Dom. Der Kölner Erzbischof Kardinal Woelki gab dies eingangs der Gründonnerstagsliturgie im Dom bekannt.

## Ausstellungen
- 1956 Katholikentag in Köln
- 1958 Weltausstellung in Brüssel (Pavillon d. Vatikan)
- 1964 ARS SACRA in Köln
- 1969 Einzelausstellung – Katholisches Büro, Bonn
- 1974 Gruppenausstellung der Künstler-Union im Erzbistum Köln anlässlich des 84. Katholikentages
- 1988 Traunsteiner Kulturzentrum, anlässlich der Partnerschaft zwischen Wesseling und Traunstein
- 2005 Ausstellung Ornatus Ecclesiae in Wesseling
- 2006 Kunst- und Galeriehaus, Bochum (Kunstkreis Wattenscheid e. V.)
- 2008 Pax-Bank, Berlin

## Auszeichnungen
- 1951 Meisterprüfung als Kunstschmied mit Auszeichnung
- 1961 Förderpreis des Landes Nordrhein-Westfalen für junge Künstlerinnen und Künstler
- 2000 Kulturplakette der Stadt Wesseling
- 2006 Ehrenpreis der Stadt Carrara
- 2016 Ehrenpreis der Stadt Wesseling für das Lebenswerk[6]
- 2016 (postum) Kulturpreis des Rhein-Erft-Kreises für sein Lebenswerk[7]

## Zitate
- Kunst hat eine dienende Aufgabe, und wenn sie nicht mehr dient, hört sie auch auf, Kunst zu sein.[8]

## Werke

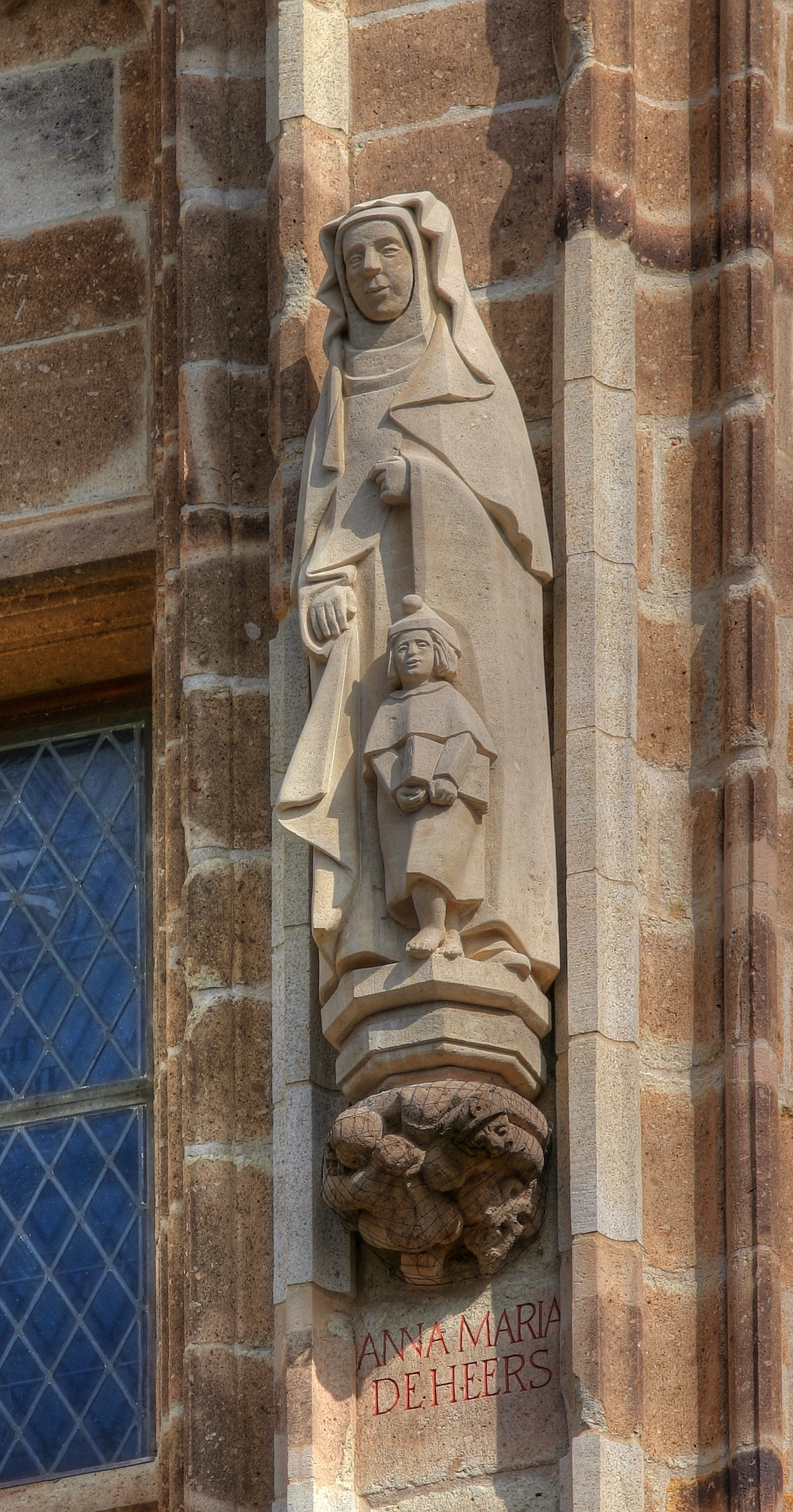
Figur der Anna Maria de Heers am Kölner Rathausturm

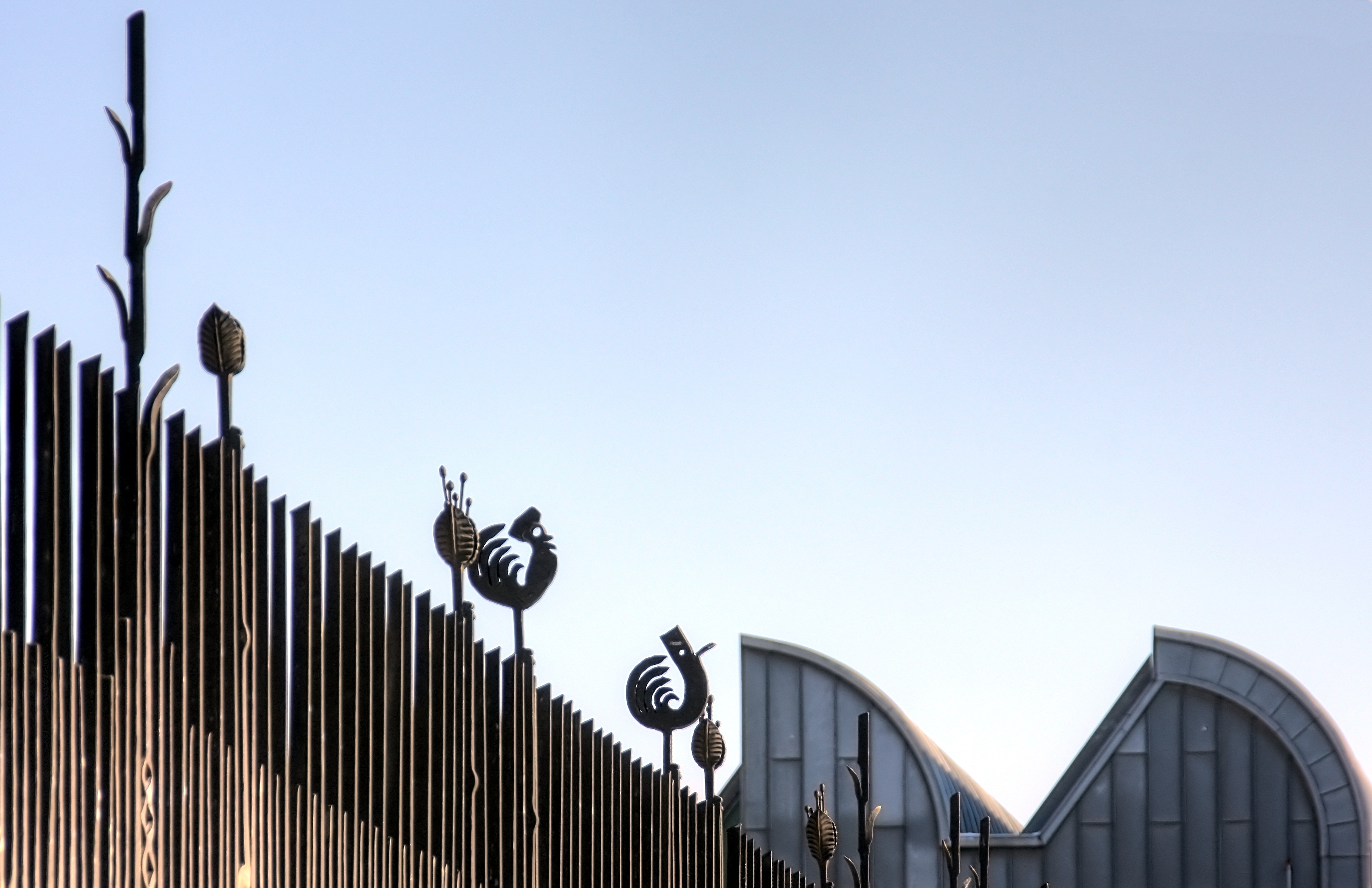
Gitter vor dem Südportal des Kölner Domes

Das Werkverzeichnis Paul Nagels umfasst weit mehr als tausend Einträge. Nachfolgend auszugsweise die wichtigsten Werke:
- 1949 Siegburg, Eingang Elisabeth-Schule – Büste der Heiligen Elisabeth[11]
- 1953 Brühl, Schloßkirche – Rekonstruktion des Gitters in der Schloßkirche[12]
- 1955 Köln-Braunsfeld, St. Josef – Großes Standkreuz für den Altar, sechs Leuchter
- 1955 Linnich, St. Martinus – Kanzel
- 1955 Wesseling, St. Marien – Grundstein der Kirche
- 1955 Köln, Gürzenich – Brunnen für das Weinrestaurant des Kölner Gürzenichs.
- 1955 Köln, Gürzenich – Relief mit Blättern
- 1956 Wesseling, St. Josef – Altar
- 1957 Alfter-Oedekoven, St. Maria – Himmelfahrt Osterleuchter
- 1959 Wuppertal-Nächstebreck, St. Maria Himmelfahrt – Leuchter
- 1959 Kall-Steinfeld, Benediktinerinnen-Abtei Maria Heimsuchung – Gitterwerk
- 1959 Troisdorf-Friedrich-Wilhelmshütte, Herz Jesu Kirche – Taufbrunnen mit Johannes der Täufer[13]
- 1959 Wesseling-Urfeld, Evangelische Kirche – Taufbecken
- 1961 Wuppertal-Nächstebreck, St. Maria Himmelfahrt – Kanzel
- 1961 Köln-Niehl, St. Katharina – Gitterwerk
- 1961 Brühl-Schwadorf, Pfarrkirche St. Severin – Taufaltar
- 1962 Wesseling, St. Marien – Steingewände und Türgriff zur Kirche
- 1962 Köln, Alt St. Alban – Gitterwerk
- 1963 Köln, Dom – Abschlussgitter vor dem südlichen Treppenabgang zur Krypta
- 1963 Köln, Dom – Tür im Hauptraum der Krypta
- 1963 Marienau, Kartause – Giebelstein
- 1963 Wiel-Bielstein, St. Bonifatius – Weihwasserkessel
- 1963 Bonn-Mehlem, St. Hildegard – Gitterwerk für den Mariahilf-Altar
- 1964 Wesseling, Marienschule – Kachelmalerei im Treppenhaus
- 1964 Marienau, Kartause – Turmkreuze und Wetterfahnen
- 1964 Köln, St. Pantaleon – Gittertüren in der Krypta
- 1964 Köln, Alt-Alban – Altarkreuz
- 1964 Lübeck, St. Bonifatius – Gitterwerk
- 1967 Hennef-Bödingen, St. Marien – Beschlag für das Portal der Kirche
- 1968 Erpel, St. Severinus – Schlussstein mit Taube
- 1968 Köln, Minoritenkirche – Vier große Altarleuchter
- 1968 Hennef-Happerschoß, St. Remigius – Leuchter mit Bischof Remigius
- 1968 Hennef-Happerschoß, St. Remigius – Hauptportal
- 1968 Köln, Dom – Gitter für die Krypta
- 1969 Wesseling, St. Andreas – Sechs Leuchter für die Sakristei
- 1969 Wachtberg-Niederbachem, St. Gereon – Gittertür,  Sakristeitür
- 1970 Köln, Dom – Gittertür
- 1970 Erpel, St. Severinus – Gittertür zum Emporenaufgang, Sakristeiglocke, zwei Weihwasserbecken
- 1970 Wesseling, Relief „Tobias mit dem Engel“
- 1971 Köln-Brück, St. Adelheid – Kirchturmkreuz
- 1971 Bonn, Landesvertretung Nordrhein-Westfalen – Eisenplastik
- 1972 Olsberg-Bruchhausen, St. Cyriakus – Taufbrunnen mit Taube
- 1972 Cochem-Cond, St. Remaclus – Gitter um die Sakramentshausnische
- 1973 Wesseling, St. Andreas – Bronzetür / Tür
- 1974 Düsseldorf-Bilk, St. Martin – Gitterwerk mit Marienfigur
- 1975 Bochum, Studienkolleg Essen – Gitter mit mittelalterlicher Pietà
- 1976 Essen, Münster – Sieben einzelne Teile eines Brüstungsgitters im Oktogon
- 1977 Köln, Dom – Gitter zur Bischofsgruft, 2 Gitter in der Krypta, Portal im nördlichen Kryptaausgang, Portal im südlichen Kryptaausgang, Tor im Treppenabgang (klein)
- 1977 Odenthal, St. Pankratius – Eingangsgitter
- 1977 Würzburg, Karmelitenkloster – Gesamte Innenausstattung der Kirche[1]
- 1977 Wesseling, St. Germanus – Altar
- 1977 Wesseling, St. Germanus – Fußboden des Altarraumes
- 1978 Wesseling-Urfeld, St. Thomas – Ewiges Licht
- 1978 Essen, Münster – Emporengitter im Essener Münster
- 1978 Frechen-Königsdorf, St. Sebastianuskapelle – Gitter
- 1978 Würzburg, Karmelitenkloster – Gestaltung des Innenhofes[1]
- 1979 Würzburg, Karmelitenkloster – Fußboden des gesamten Kircheninnenraumes[1]
- 1979 Odenthal, St. Pankratius – Rahmen für die Kreuzwegstationen
- 1980 Köln-Lövenich, St. Severin – Wasserspeier Turmdach
- 1980 Köln, St. Aposteln – Gitterwerk mit Mittelkreuz
- 1980 Mülheim-Heissen, St. Joseph – Fußboden des gesamten Kircheninnenraumes
- 1980 Ratingen-Lintorf, St. Anna – Fußboden des gesamten Kircheninnenraumes
- 1981 Mülheim-Heissen, St. Joseph – Steinintarsien als Wandschmuck
- 1981 Mülheim-Heissen, St. Joseph – Skulptur der „Kundschafter“, Leuchterkranz über dem Altar, Wetterfahne mit Engel
- 1981 Essen, Münster – Gitterwerk in der Sakramentskapelle, vor der Grablege und vor der Immerwährenden Hilfe
- 1982 Gelsenkirchen, St. Urbanus – Gitterwerk
- 1982 Köln-Heimersdorf, Christie Verklärung – Fußboden des gesamten Kircheninnenraumes
- 1983 Köln, St. Maria im Kapitol – Säulen zum Gitterwerk
- 1983 Köln, Maternushaus – Dachbekrönung auf dem Großen Saal, Kreuz auf der Sakramentskapelle,  Hahn als Dachbekrönung
- 1983 Würzburg, Karmelitenkloster – Hauptportal der Kirche[1]
- 1983 Mülheim-Heissen, St. Joseph – Haupttüranlage
- 1984 Wesseling-Urfeld, St. Thomas – Hängekreuz mit Korpus
- 1985 Gelsenkirchen-Ückendorf, St. Thomas Morus – Taufbrunnen
- 1985 Brühl, St. Stephan – Entwurf einer Brunnenanlage für den Kirchplatz
- 1985 Duisburg-Duissern, St. Elisabeth – Gitterwerke an Orgelempore
- 1985 Köln, Dom – Gitterwerke am Abgang zu den Ausgrabungen
- 1985 Mülheim-Saarn, St. Mariä Himmelfahrt – Schmiedeeiserner Lettner
- 1986 Wesseling, Stadt Wesseling – Entwurf für einen Brunnen
- 1986 Duisburg-Duissern, St. Elisabeth – Rahmen für die Kreuzwegstationen
- 1986 Köln, St. Aposteln – Die Apostel Paulus und Barnabas
- 1986 Würzburg, Karmelitenkloster – Gitterwerk „Christus im Kerker“
- 1987 Würzburg, Karmelitenkirche – Farbige Fassung für die Orgel
- 1987 Hamburg-Barmbek, St. Sophien – Marienaltar mit Kerzenbank, Windfang und Gitter zwischen Vorraum und Kirchenschiff im Westen der Kirche[14]
- 1987 bis 1993 Berg. Gladbach-Bensberg, Kardinal Schulte Haus, Ausstattung Edith-Stein-Kapelle: Leuchterkranz, Altar, Hauptportal, Gitter Sakristeitür, Wasserbecken, Orgelbemalung[15]
- 1987 Köln, Dom – Baldachinrahmung für die Pietà
- 1987 Köln, Dom – Geschmiedete Seilständer als Absperrgeländer
- 1988 Dortmund, Liebfrauen – Sakramentshaus mit Baldachin
- 1989 Köln, Dom – Beschlag für die Depottür im südlichen Querschiff des Domes
- 1989 Bonn-Dottendorf, St. Quirinus – Blätterkranz am Marienaltar
- 1989 Düsseldorf, Kreuzherrenkirche – Gestaltung des Kirchenraumes
- 1989 Köln, Minoritenkirche – Gedenktafel für die Präsident des Kolpingwerkes
- 1989 Xanten, St. Viktor – Silberaltar
- 1989 Eichsfeld, Eichsfelder Konvent – Komplette Kapelle am Hülfensberg
- 1990 Köln, Hl. Elisabeth, Kloster der Celitinnen – Sechs Standleuchter
- 1990 Köln, Hildegardiskrankenhaus – Gitter mit Kerzenbank
- 1990 Köln, St. Aposteln – Schutzgitter für die Figur vor dem Schmerzensmannbildnis
- 1990 Düsseldorf, Kreuzherrenkirche – Fußboden der Sakristei
- 1990 Düsseldorf, Kreuzherrenkirche – Altar der Kreuzherrenkirche
- 1991 Düsseldorf, Kreuzherrenkirche – Vordach Eingang der Kirche
- 1991 Köln, Rathausturm – Figur der Anna Maria de Heers[16]
- 1991 Wuppertal-Sonnborn, St. Remigius – Entwurf für ein Orgelprospekt
- 1991 Köln, St. Pantaleon – In Stein gemeißelter Schmuck für die Fatima Madonna
- 1991 Köln, Minoritenkirche – Hochgrab für Adolph Kolping
- 1991 Köln, Minoritenkirche – Kerzenständer für Opferkerzen
- 1992 Köln, Rathausturm – Figur der Hl. Edith Stein[16]
- 1992 Wesseling, Stadt Wesseling – Zwei Pferdeskulpturen aus Bronze in Wesseling-Keldenich
- 1992 Dortmund, Liebfrauen – Ausmalung des Baldachins über dem Sakramentshaus
- 1993 Ahaus, St. Marien – Gitterwerk
- 1993 Düsseldorf, Kreuzherrenkirche – Sakramentshaus
- 1993–1995 Mainz, Dom – Entwurf für die farbige Gestaltung der Orgel
- 1995 Morsbach, St. Gertrud – Neue Aufhängung des Kreuzes
- 1995 Euskirchen-Kreuzweingarten, Haus Hardtberg – Marienkapelle
- 1996 Mainz, St. Peter – Tabernakel mit der Darstellung der Arche Noah
- 1996 Bad Bergzabern, Taufkirche St. Martin – Die innere Umgestaltung der Taufkirche St. Martin folgt dem Entwurf des Künstlers Paul Nagel.[17]

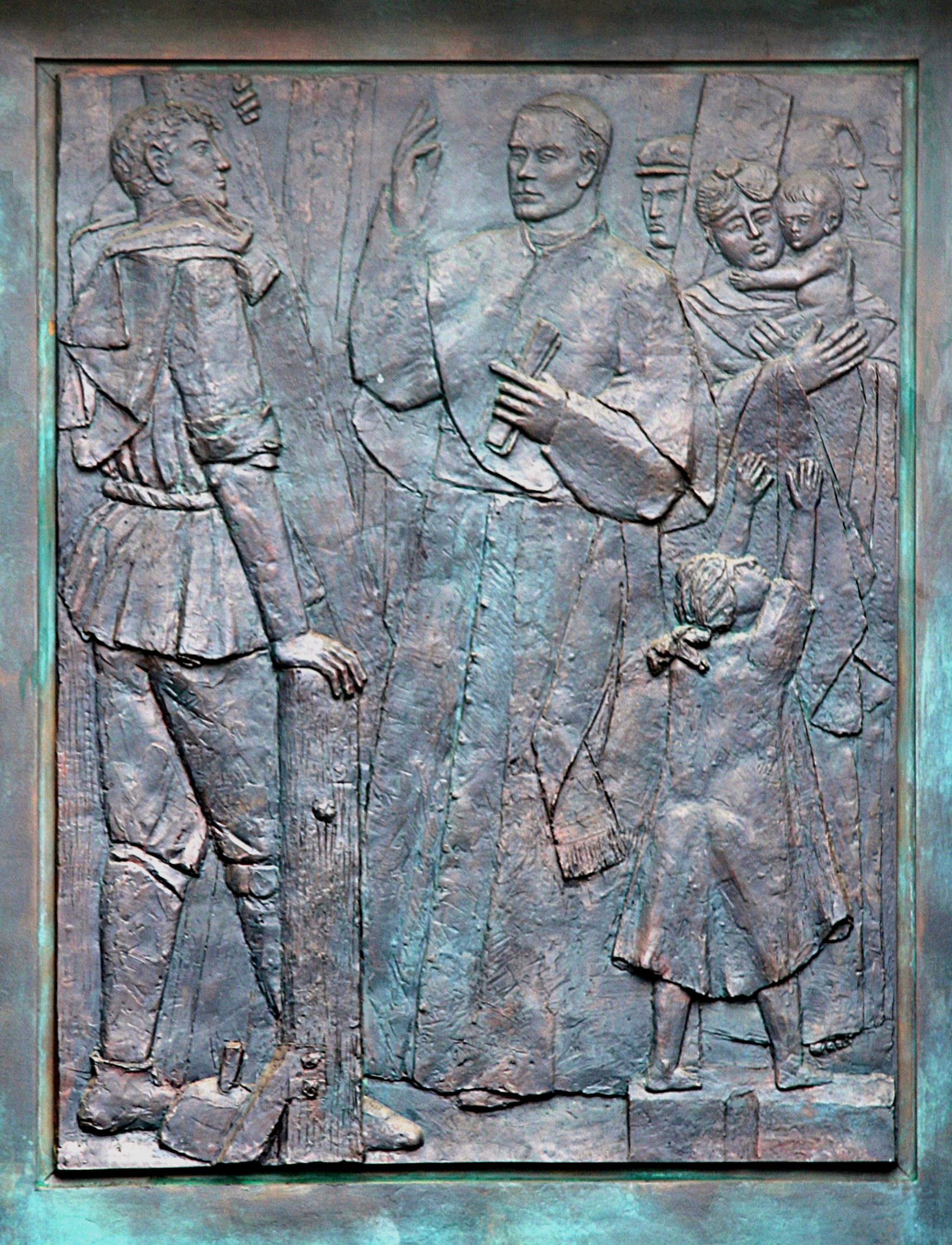
Portal der Minoritenkirche in Köln (Detail)

- 1996 Jerusalem, Grabeskirche – Entwurf des Goldenen Lichtkreuz auf der Kuppel über Golgota
- 1997 Bad Bergzabern, St. Martin – Leuchter und Taufstein mit der Figur Hl. Edith Stein
- 1997 Essen, Münster – Kryptagitter
- 1997 Trier, Priesterseminar – Tabernakel mit geschmiedetem Blattwerk
- 1995 bis 1998 Höxter, St. Nikolai – Fußboden des Kircheninnenraumes, Altar, Ambo, Leuchter[18]
- 2000 Euskirchen-Kuchenheim, St. Nikolaus – Altarleuchter und Figur des Hl. Johannes Maria Vianey
- 2001 Neuss, St. Josef – Osterleuchter
- 2001 Heinsberg, Pfarrkirche St. Gangolfus – Fußboden des Altarraumes, Altarleuchter
- 2002 Wesseling, St. Andreas – Konzept für Altarraum
- 2004 Lectoure, Kloster der Karmelitinnen – Ewiges Licht
- 2004 Lennestadt-Elspe, St. Jakobus – Tabernakelstele
- 2004 Wuppertal-Blombach, St. Peter – Chorwandmalerei
- 2004 Heinsberg, St. Gangolfus – Silberkreuz
- 2005 Köln, Minoritenkirche – Portal
- 2006 Rom, Petersdom – Eine Skulptur Edith Steins als Patronin Europas, von Paul Nagel gefertigt, wurde in der letzten freien Außenkonche des Petersdomes in Rom aufgestellt und von Papst Benedikt XVI. gesegnet.[4]